# Тужинець (гміна Звежинець)
Тужинець (пол. Turzyniec) — село в Польщі, у гміні Звежинець Замойського повіту Люблінського воєводства. Населення — 405 осіб (2011).

## Історія
За даними етнографічної експедиції 1869—1870 років під керівництвом Павла Чубинського, у селі переважно проживали польськомовні римо-католики, меншою мірою — греко-католики, які також розмовляли польською.
У 1975—1998 роках село належало до Замойського воєводства.

## Демографія
Демографічна структура станом на 31 березня 2011 року:
|          | Загалом | Допрацездатний вік | Працездатний вік | Постпрацездатний вік |
| -------- | ------- | ------------------ | ---------------- | -------------------- |
| Чоловіки | 190     | 32                 | 129              | 29                   |
| Жінки    | 215     | 33                 | 107              | 75                   |
| Разом    | 405     | 65                 | 236              | 104                  |